# 2017年イギリス総選挙
2017年イギリス総選挙（2017ねんイギリスそうせんきょ、英語: 2017 United Kingdom general election）は、2017年6月8日にイギリスで行われた議会庶民院（下院）議員の総選挙である。

## 概要
当初は、議会任期固定法により、次回の総選挙は2020年5月7日に実施されることになっていたが、テリーザ・メイ首相は2017年4月18日の閣議後に、議会を解散し、総選挙の実施時期を前倒しすることを表明した。翌19日に議会下院は解散総選挙の早期実施について採決し、賛成522、反対13で、これを承認した。これにより、5月3日の議会解散と6月8日の総選挙実施が確定した。
5月3日、議会下院は解散され、6月8日の投開票日に向けた選挙戦が本格的にスタートした。イギリスの欧州連合（以下・EU）からの離脱の賛否および離脱に向けた交渉方針が主な争点となった。

## 選挙データ

### 内閣
- 選挙前：第1次メイ内閣
  - 首相：テリーザ・メイ（第76代）※ 保守党党首
  - 与党：保守党
- 選挙後：第2次メイ内閣
  - 首相：テリーザ・メイ（第76代）※ 保守党党首
  - 与党：保守党

### 解散日・公示日
- 2017年5月3日

### 投票日
- 2017年6月8日

### 改選数
- 650

### 選挙制度
- 単純小選挙区制

投票方法
秘密投票、単記投票、1票制
選挙権
18歳以上のイギリス国籍を有する男女、および英連邦市民、アイルランド共和国市民で一定の欠格要件（刑務所に服役中など）に該当しない市民で、居住地域の自治体で選挙人登録をした者。
被選挙権
18歳以上のイギリス国籍を有する男女、および英連邦市民、アイルランド共和国市民で一定の欠格要件（刑務所に服役中など）に該当しない市民で、居住地域の自治体で選挙人登録をした者。
有権者数
46,836,533

## 選挙結果
2017年6月8日、投票され即日開票。その結果、与党・保守党は得票自体は前回の36.9％から42.4％と5.5%増加させて第一党を維持するも、選挙前の議席（330議席）を下回り、317議席しか獲得することができず、単独過半数の326議席を維持することには失敗した。一方の最大野党・労働党も改選前の229から議席を増加させるも獲得議席は262議席に終わり、政権交代はならず、第二次世界大戦後では3度めのハング・パーラメント（宙ぶらりんの議会）となった。
また、スコットランド国民党は改選前54から35に減らし、自由民主党は改選前9から12に増やした。イギリス独立党、アルスター統一党、社会民主労働党は全敗に終わり、議席を獲得できなかった。
北アイルランド地域政党のユニオニスト（連合王国帰属派）最右翼である民主統一党は改選前8から10に、アイルランド帰属派のシン・フェイン党は改選前4から7に、それぞれ議席を増やした。
2010年の「ハング・パーラメント」で保守党と連立政権を組んだ自由民主党は、今回は早々に連立しないことを宣言した。そのため保守党は、政権に留まるためには他党との協力か、少数与党となるかの選択を迫られた。保守党は民主統一党との協議を始め、民主統一党は閣外協力を表明した。両党併せると328議席となり、わずかに過半数を上回る。また、シン・フェイン党は登院に必要な英国君主（エリザベス2世）への忠誠を拒否しているため、実質的な過半数は322議席で済むことになる。6月26日、保守党は民主統一党の閣外協力を得ることを正式合意した。

### 党派別獲得議席
|                                                   |                                      |           |          |            |        |
| 党派                                              | 党派                                 | 獲得 議席 | 増減     | 得票数     | 得票率 |
|                                                   | 保守党                               | 317       | 13       | 13,636,684 | 42.34% |
|                                                   | 労働党                               | 262       | 30       | 12,877,858 | 39.99% |
|                                                   | スコットランド国民党                 | 35        | 21       | 977,568    | 3.07%  |
|                                                   | 自由民主党                           | 12        | 4        | 2,371,861  | 7.37%  |
|                                                   | 民主統一党                           | 10        | 2        | 292,316    | 0.91%  |
|                                                   | シン・フェイン党                     | 7         | 3        | 238,915    | 0.74%  |
|                                                   | ブライド・カムリ                     | 4         | 1        | 164,466    | 0.51%  |
|                                                   | イングランド・ウェールズ緑の党       | 1         | 増減なし | 512,327    | 1.59%  |
|                                                   | 無所属                               | 1         | 増減なし | 151,471    | 0.47%  |
|                                                   | 議長                                 | 1         | 増減なし | 34,299     | 0.11%  |
|                                                   | イギリス独立党                       | 0         | 1        | 594,068    | 1.84%  |
|                                                   | 社会民主労働党                       | 0         | 3        | 95,419     | 0.30%  |
|                                                   | アルスター統一党                     | 0         | 2        | 83,280     | 0.26%  |
|                                                   | 北アイルランド同盟党                 | 0         | ± 0      | 64,553     | 0.20%  |
|                                                   | ヨークシャー党                       | 0         | 増減なし | 20,958     | 0.07%  |
|                                                   | 国民健康行動党                       | 0         | 増減なし | 16,119     | 0.05%  |
|                                                   | 北アイルランド緑の党                 | 0         | 増減なし | 7,452      | 0.02%  |
|                                                   | スコットランド緑の党                 | 0         | 増減なし | 5,886      | 0.02%  |
|                                                   | キリスト教人民同盟                   | 0         | 増減なし | 5,869      | 0.02%  |
|                                                   | 利益より人民                         | 0         | 増減なし | 5,509      | 0.02%  |
|                                                   | アッシュフィールド独立党             | 0         | 増減なし | 4,612      | 0.01%  |
|                                                   | イギリス国民党                       | 0         | 増減なし | 4,580      | 0.01%  |
|                                                   | モンスター・レイビング・ルーニー党   | 0         | 増減なし | 3,890      | 0.01%  |
|                                                   | 自由党                               | 0         | 増減なし | 3,672      | 0.01%  |
|                                                   | 女性の平等党                         | 0         | 増減なし | 3,580      | 0.01%  |
|                                                   | 伝統的連合主義者の声                 | 0         | 増減なし | 3,282      | 0.01%  |
|                                                   | 北東党                               | 0         | 増減なし | 2,355      | 0.01%  |
|                                                   | イギリス海賊党                       | 0         | 増減なし | 2,321      | 0.01%  |
|                                                   | イギリス民主党                       | 0         | 増減なし | 1,913      | 0.01%  |
|                                                   | キリスト党                           | 0         | 増減なし | 1,720      | 0.01%  |
|                                                   | 独立を守りウィジーブッシュを守る生活 | 0         | 増減なし | 1,209      | 0.00%  |
|                                                   | 社会労働党                           | 0         | 増減なし | 1,154      | 0.00%  |
|                                                   | 動物福祉党                           | 0         | 増減なし | 955        | 0.00%  |
|                                                   | 正義と反汚職党                       | 0         | 増減なし | 842        | 0.00%  |
|                                                   | サウサウプトン独立党                 | 0         | 増減なし | 816        | 0.00%  |
|                                                   | 労働者革命党                         | 0         | 増減なし | 771        | 0.00%  |
|                                                   | アイスランド労働者党                 | 0         | 増減なし | 708        | 0.00%  |
|                                                   | 新しい何か                           | 0         | 増減なし | 552        | 0.00%  |
|                                                   | 民衆直接主義党                       | 0         | 増減なし | 551        | 0.00%  |
|                                                   | リバタリアン党                       | 0         | 増減なし | 524        | 0.00%  |
|                                                   | 社会民主党                           | 0         | 増減なし | 469        | 0.00%  |
|                                                   | 平和党                               | 0         | 増減なし | 468        | 0.00%  |
|                                                   | 友達党                               | 0         | 増減なし | 435        | 0.00%  |
|                                                   | 諸派                                 | 0         | 増減なし | 5,718      | 0.02%  |
| 総計                                              | 総計                                 | 650       | 増減なし | 32,204,124 | 100.0% |
| 出典： General Election 2017:results and analysis |                                      |           |          |            |        |